# Bistum Triest und Capodistria
Das Bistum Triest und Capodistria ist ein ehemaliges Bistum der römisch-katholischen Kirche. Es wurde am 30. Juni 1828 durch Zusammenlegung der Bistümer Capodistria (Koper) und Triest begründet.
Capodistria gehörte bis 1797 zur Seerepublik Venedig, dann unter Österreich zur Markgrafschaft Istrien (Teil des Österreichischen Küstenlandes). Triest war seit 1382 österreichisch mit dem Status einer reichsunmittelbaren Stadt. Auch Capodistria war bis zum Ende des Zweiten Weltkrieges zum Großteil von Italienern bewohnt.
Am 17. Oktober 1977 – zwei Jahre nach dem Vertrag von Osimo, in dem Triest endgültig Italien und Koper dem jugoslawischen Staat angegliedert wurden – erfolgte die erneute Trennung der beiden Bistümer.